# Oribremia multifida
Oribremia multifida är en tvåvingeart som beskrevs av Jean-Jacques Kieffer 1913. Oribremia multifida ingår i släktet Oribremia och familjen gallmyggor. Inga underarter finns listade i Catalogue of Life.